# Конвой №5291
Конвой № 5291 — японський конвой часів Другої світової війни, проведення якого відбувалось у вересні — жовтні 1943-го.
Вихідним пунктом конвою був атол Трук у центральній частині Каролінських островів, де ще до війни створили головну базу японського ВМФ у Океанії, звідки до лютого 1944-го провадились операції у цілому ряді архіпелагів. Пунктом призначення став атол Кваджелейн, на якому була головна японська база на Маршаллових островах.
До складу конвою увійшли транспорти «Мацутан-Мару» та «Сейкай-Мару», тоді як охорону забезпечували допоміжний мисливець за підводними човнами CHa-18 переобладнаний мисливець за підводними човнами «Кьо-Мару № 6» (Kyo Maru No. 6).
30 вересня 1943-го загін полишив Трук та попрямував на схід. Хоча поблизу вихідного та кінцевого пунктів маршруту традиційно діяли американські підводні човни, проходження конвою № 5291 минуло без інцидентів і 6 жовтня він прибув на Кваджелейн.